# Katholisches Dekanat Passau
Das Dekanat Passau ist eines von 10 Dekanaten im römisch-katholischen Bistum Passau.
In der Fläche ist es weitgehend mit Gebiet der Stadt Passau identisch.
Es grenzt im Osten an die Diözese Linz (Österreich), im Süden an das Dekanat Pocking und im Norden an das Dekanat Vilshofen und das Dekanat Hauzenberg.
Dreizehn Pfarreien und zwei Exposituren wurden 2012 zu sieben Pfarrverbänden zusammengeschlossen.
Die gebietsmäßigen Unterschiede zwischen Dekanat und Stadt Passau ergeben sich im Wesentlichen wie folgt: Der Ortsteil Laufenbach im Stadtteil Heining ist der Pfarrei Sandbach im Dekanat Vilshofen zugeordnet; der Großteil der westlichen Ilzschleife mit der Burg Reschenstein, jedoch ohne des »Hofbauernguts«, im Stadtteil Hals der Pfarrei Salzweg des Dekanats Hauzenberg. Andererseits gehören die Orte Irring und Gaishofen der Gemeinde Tiefenbach bzw. des Marktes Windorf zur Pfarrei St. Salvator (Schalding l. d. D.).
Dekan ist Domkapitular Helmut Reiner. Prodekan ist Thomas Brandl, Heining.

## Gliederung
Sortiert nach Pfarrverbänden werden die Pfarreien genannt, alle zu einer Pfarrei gehörigen Exposituren, Benefizien und Filialen werden nach der jeweiligen Pfarrei aufgezählt, danach folgen Kapellen, Klöster und Wallfahrtskirchen. Weiterhin werden auch die Einzelpfarreien am Ende aufgelistet.

### Pfarrverbände

#### Pfarreiverband: Altstadt
- Dompfarrei St. Stephan (Passau), Studienkirche St. Michael (Passau), Kloster Niedernburg Zum Heiligen Kreuz,
- Pfarrei St. Paul (Passau), St. Nikola (Passau)

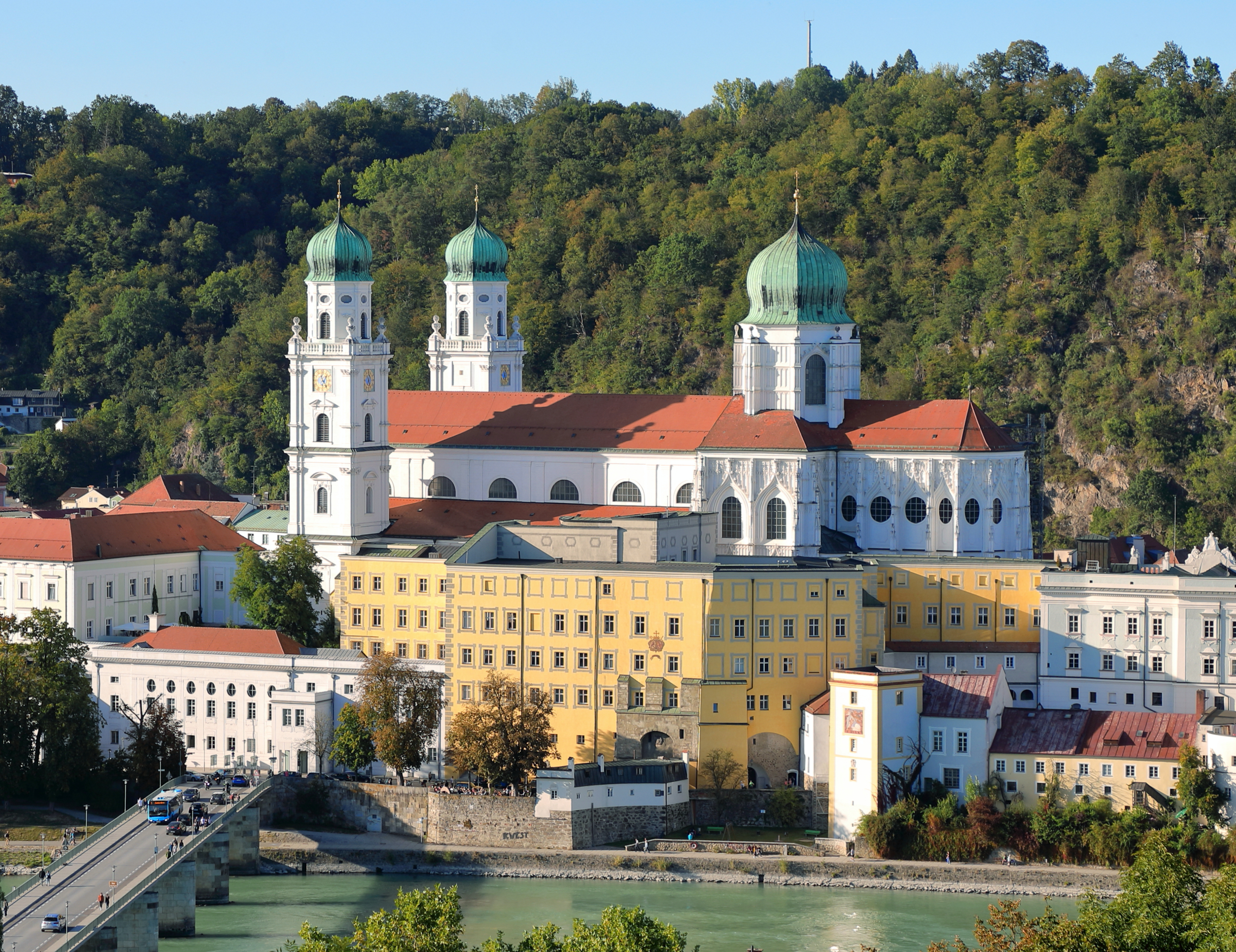
Dom St. Stephan
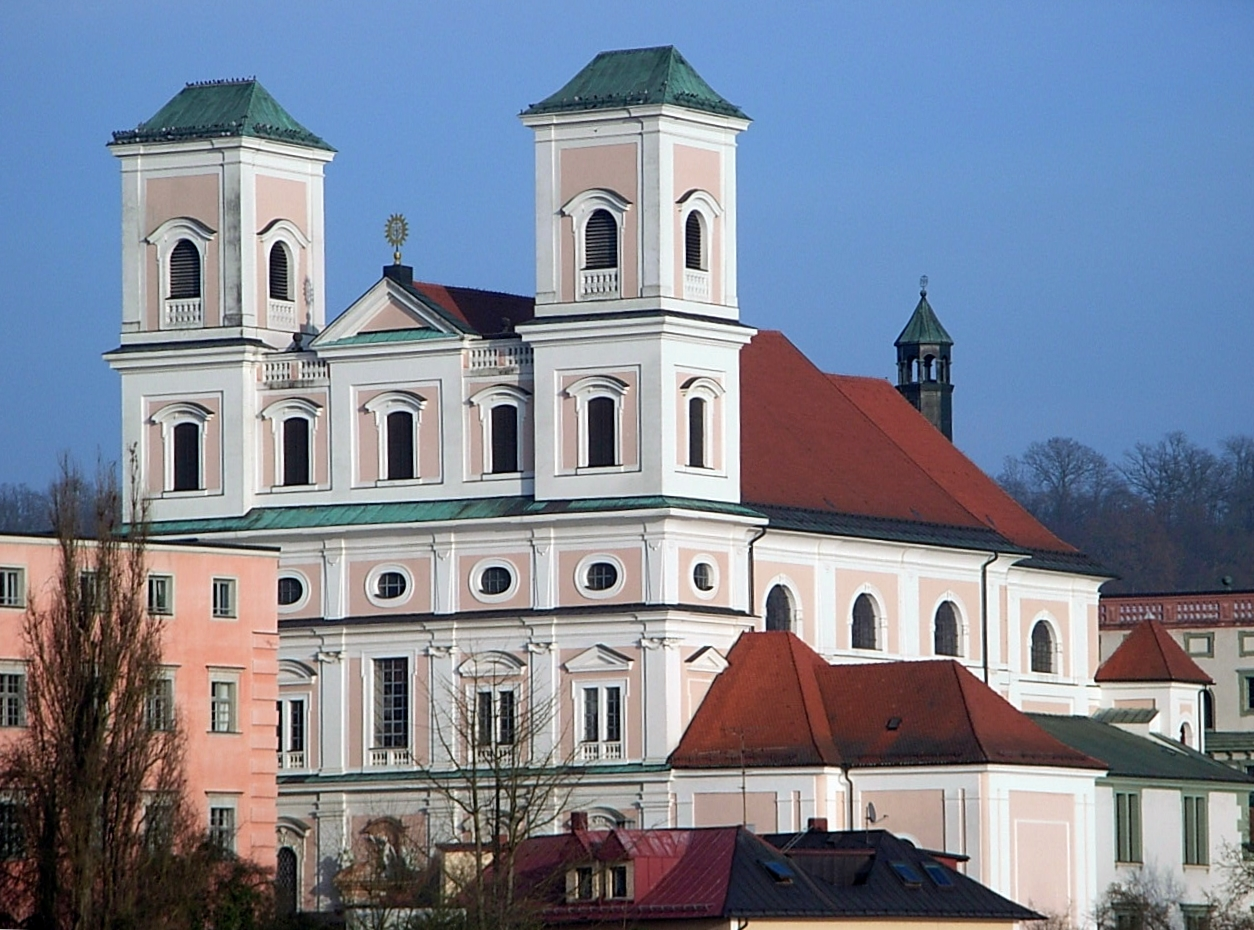
St. Michael
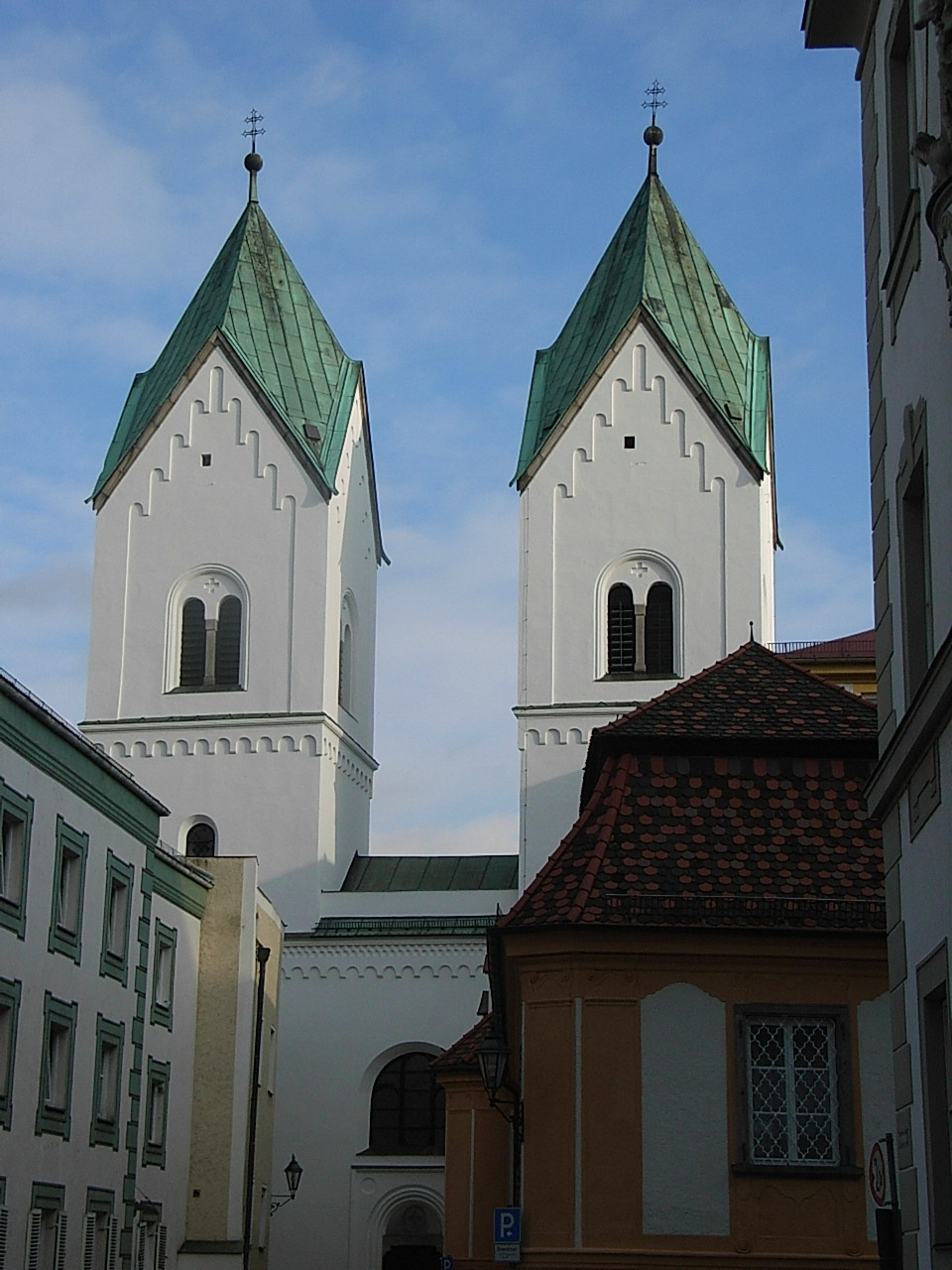
Zum Heiligen Kreuz
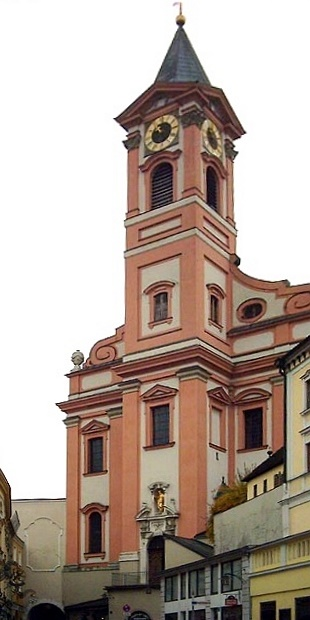
St. Paul
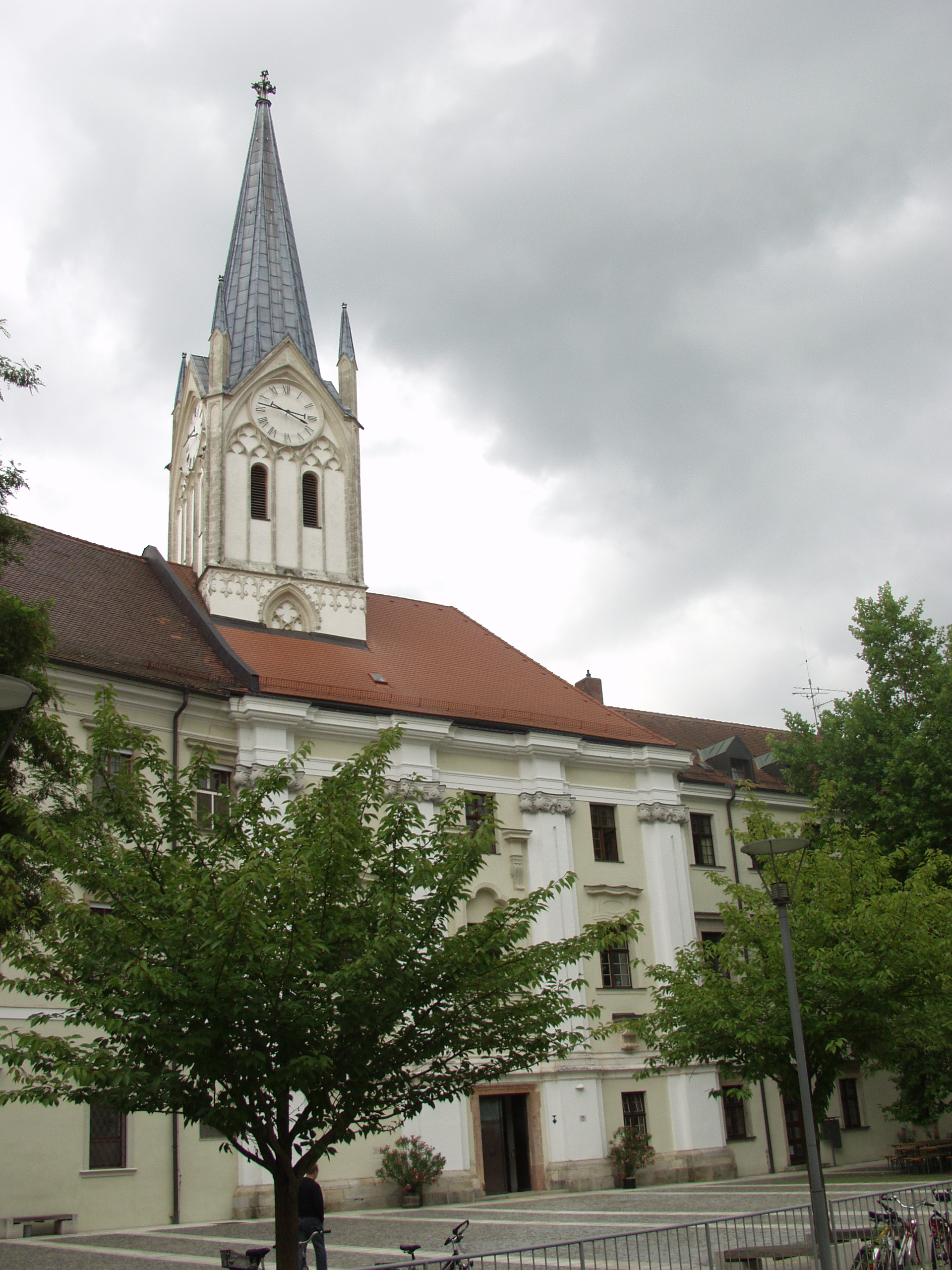
St. Nikola
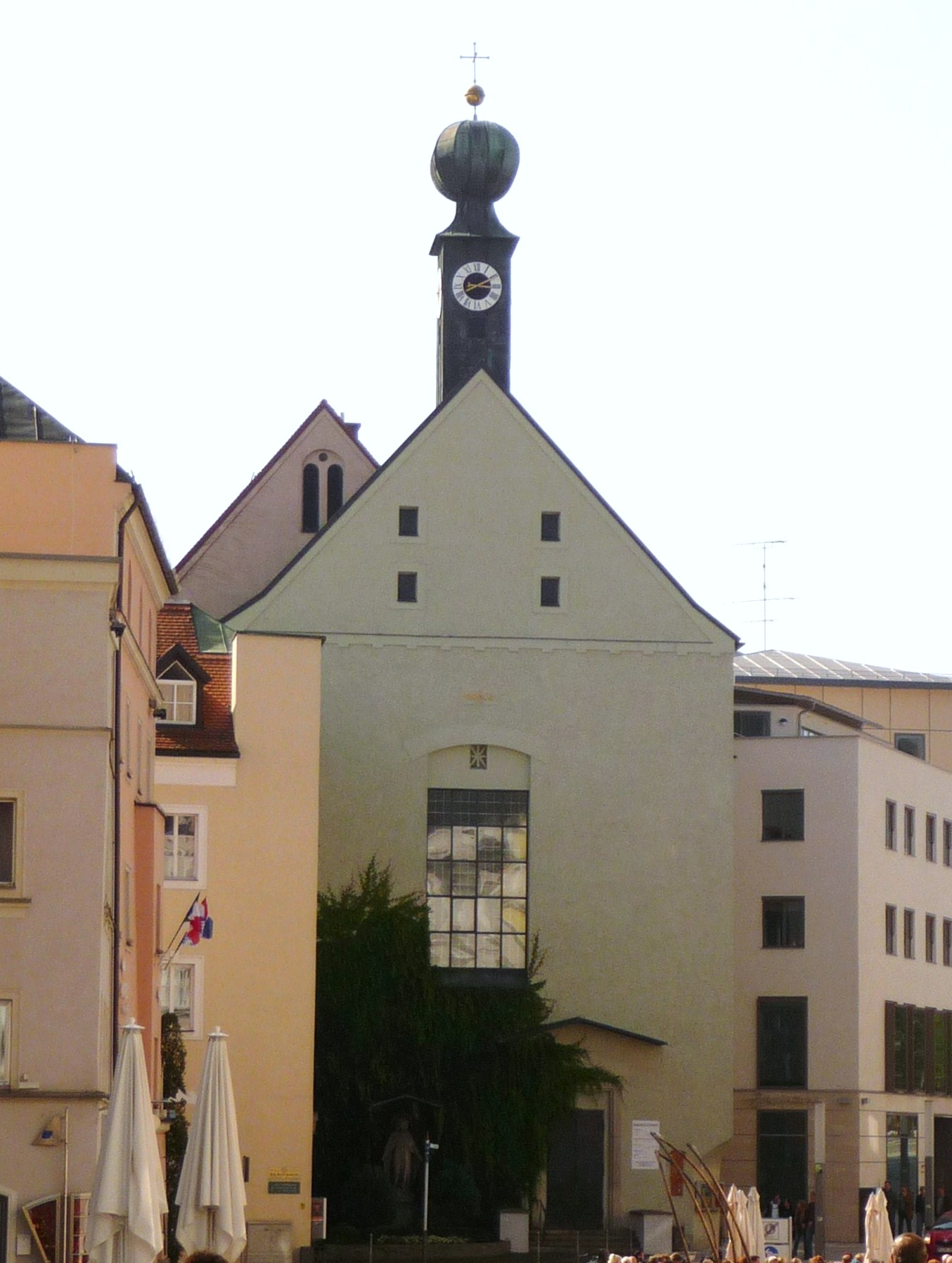
Die Votivkirche in Passau

#### Pfarrverband: Hacklberg
- Pfarrei St. Konrad (Hacklberg (Passau))
- Expositur St. Korona (Patriching)
- Pfarrei St. Salvator (Schalding l. d. Donau)

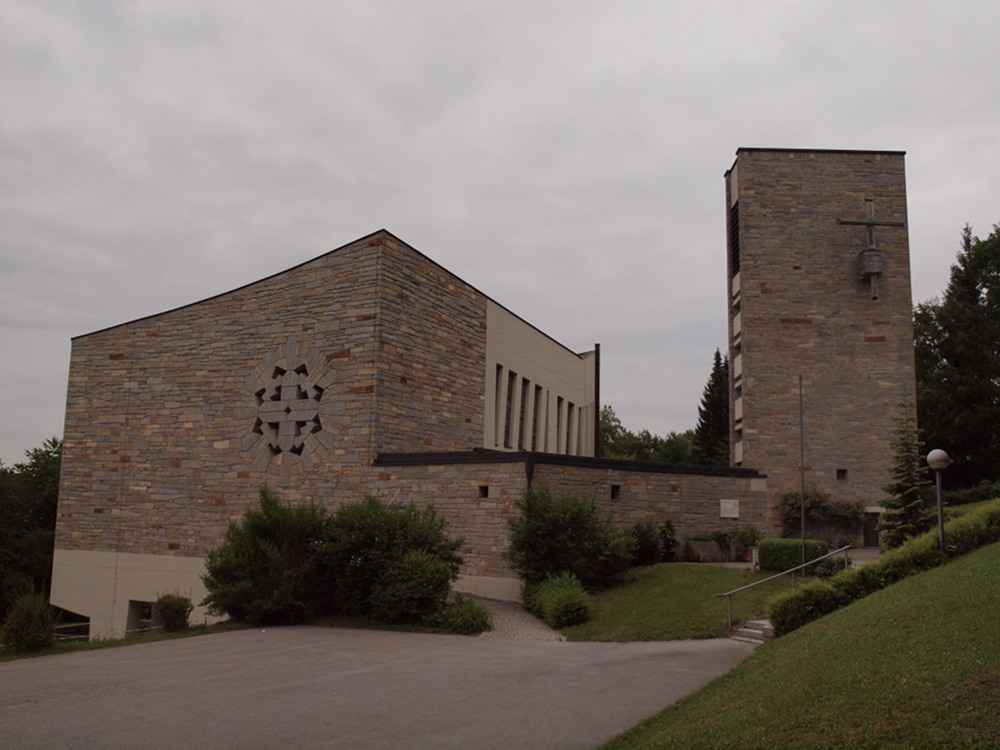
St. Konrad
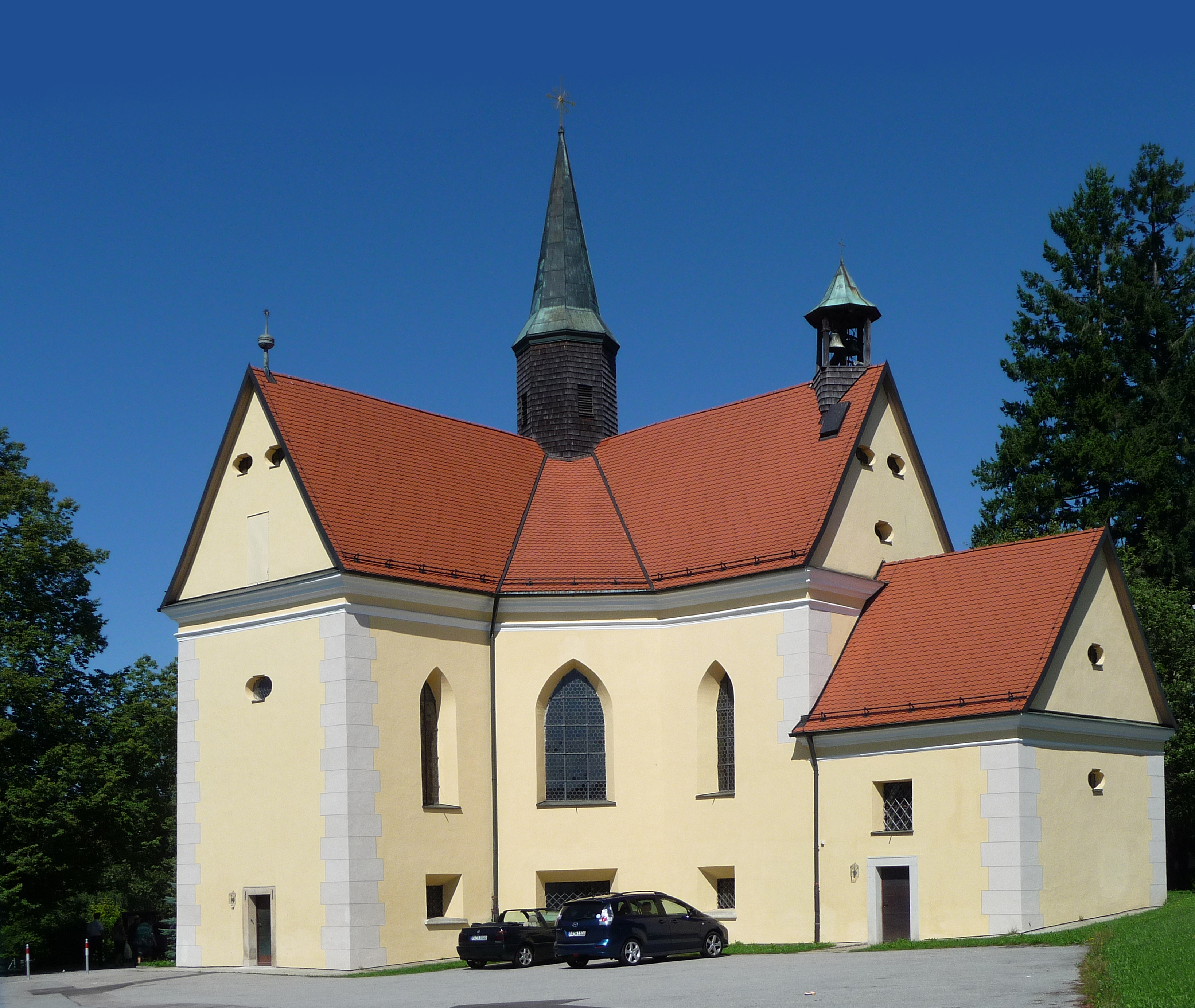
St. Korona
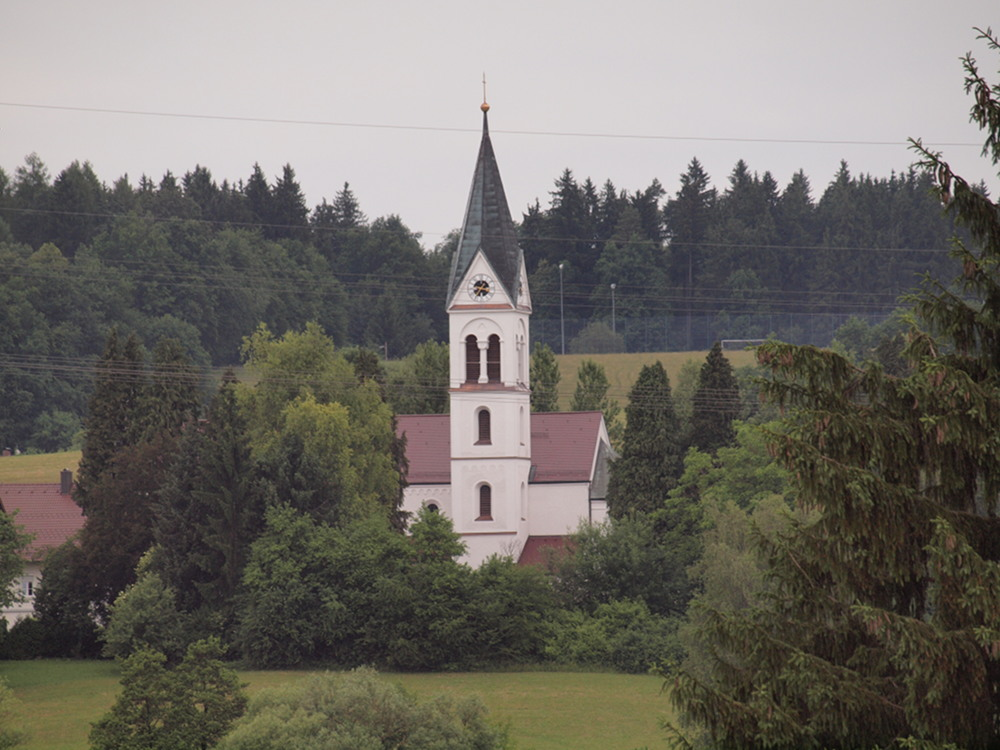
St. Salvator

#### Pfarrverband: Heining
- Pfarrei St. Severin (Heining)
- Expositur St. Michael (Schalding r.d.Donau)

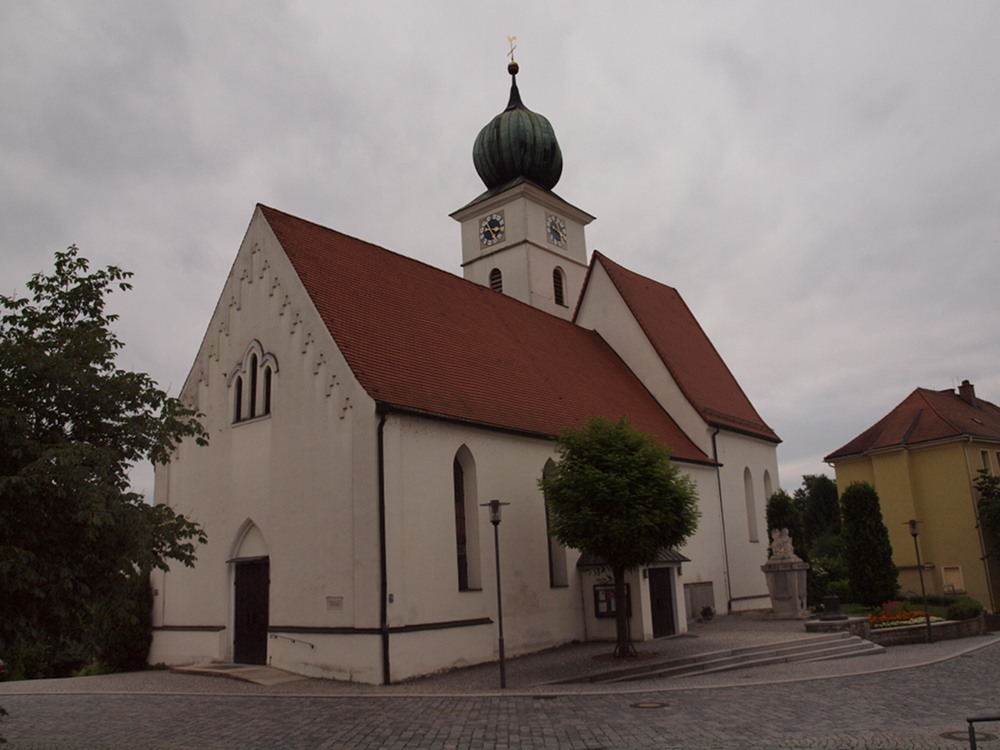
St. Severin
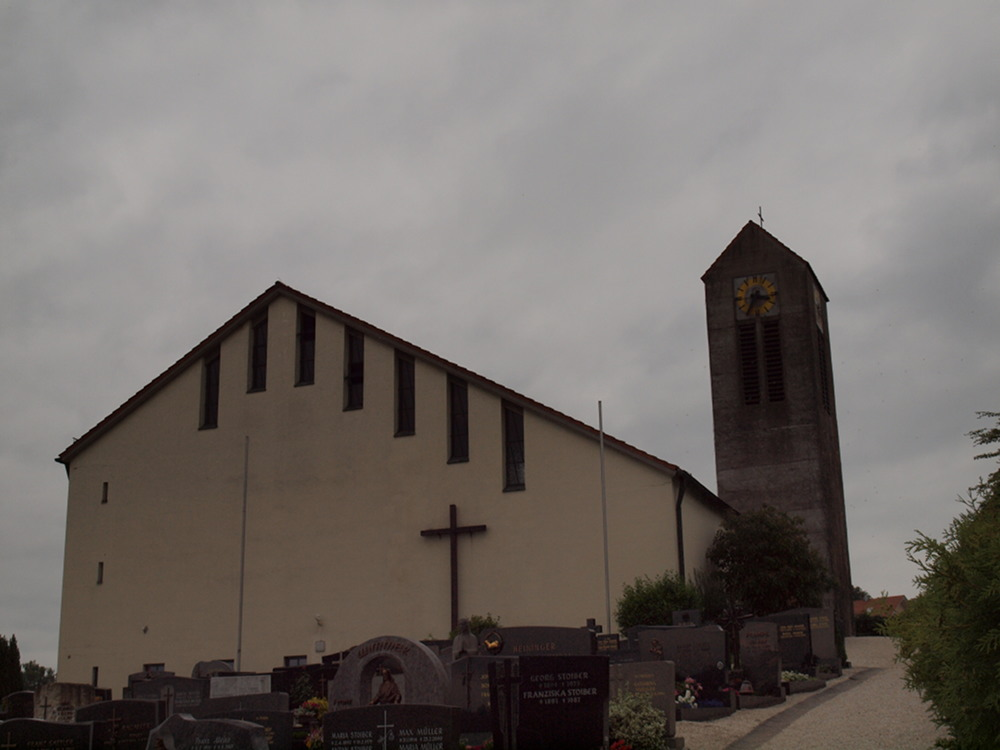
St. Michael

#### Pfarrverband: Ilzstadt
- Pfarrei St. Michael (Grubweg)
- Pfarrei St. Georg (Hals)
- Pfarrei St. Bartholomäus (Ilzstadt), St. Salvator (Passau)

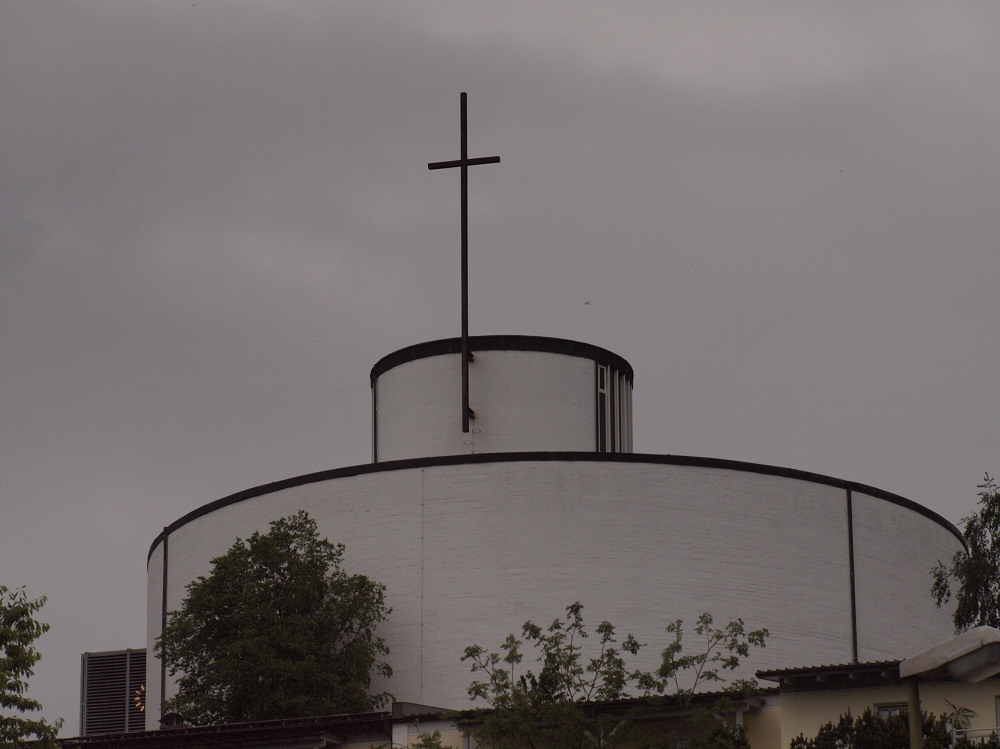
St. Michael
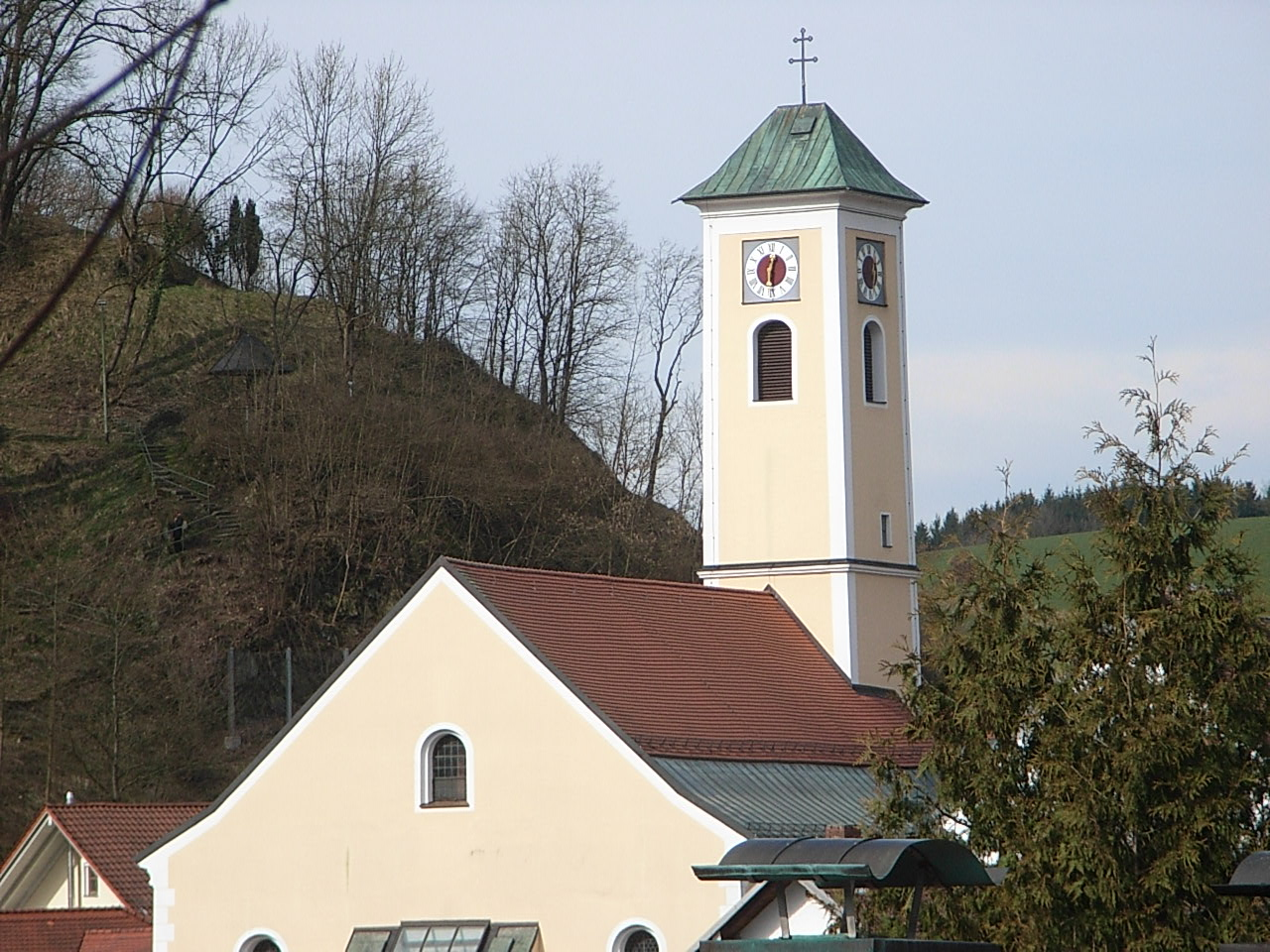
St. Georg
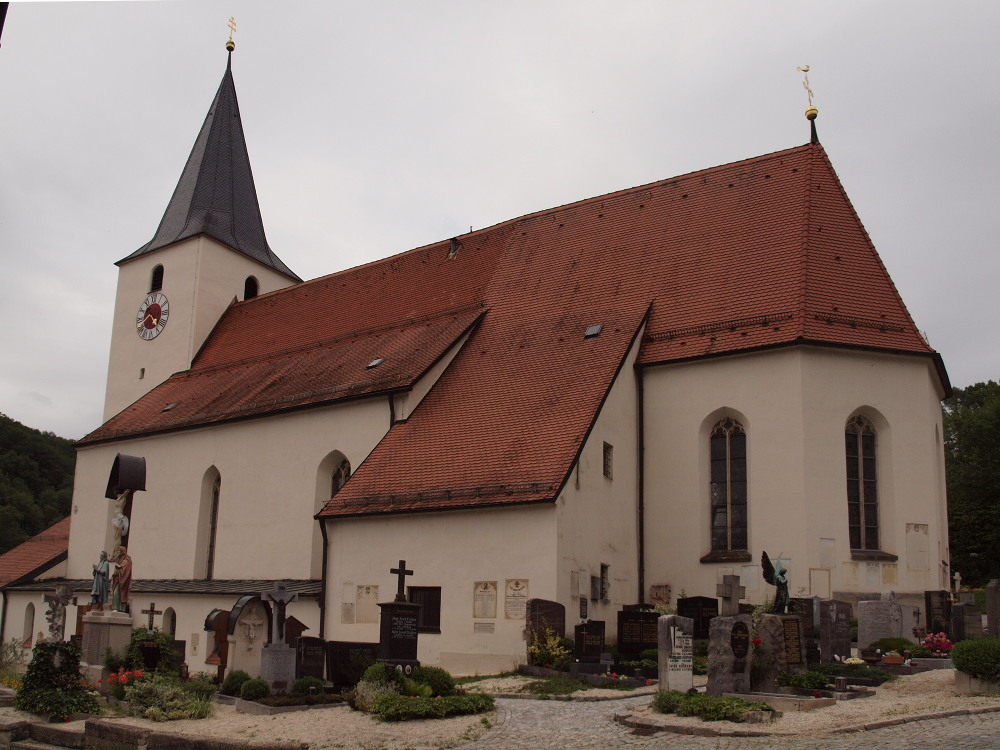
St. Bartholomäus
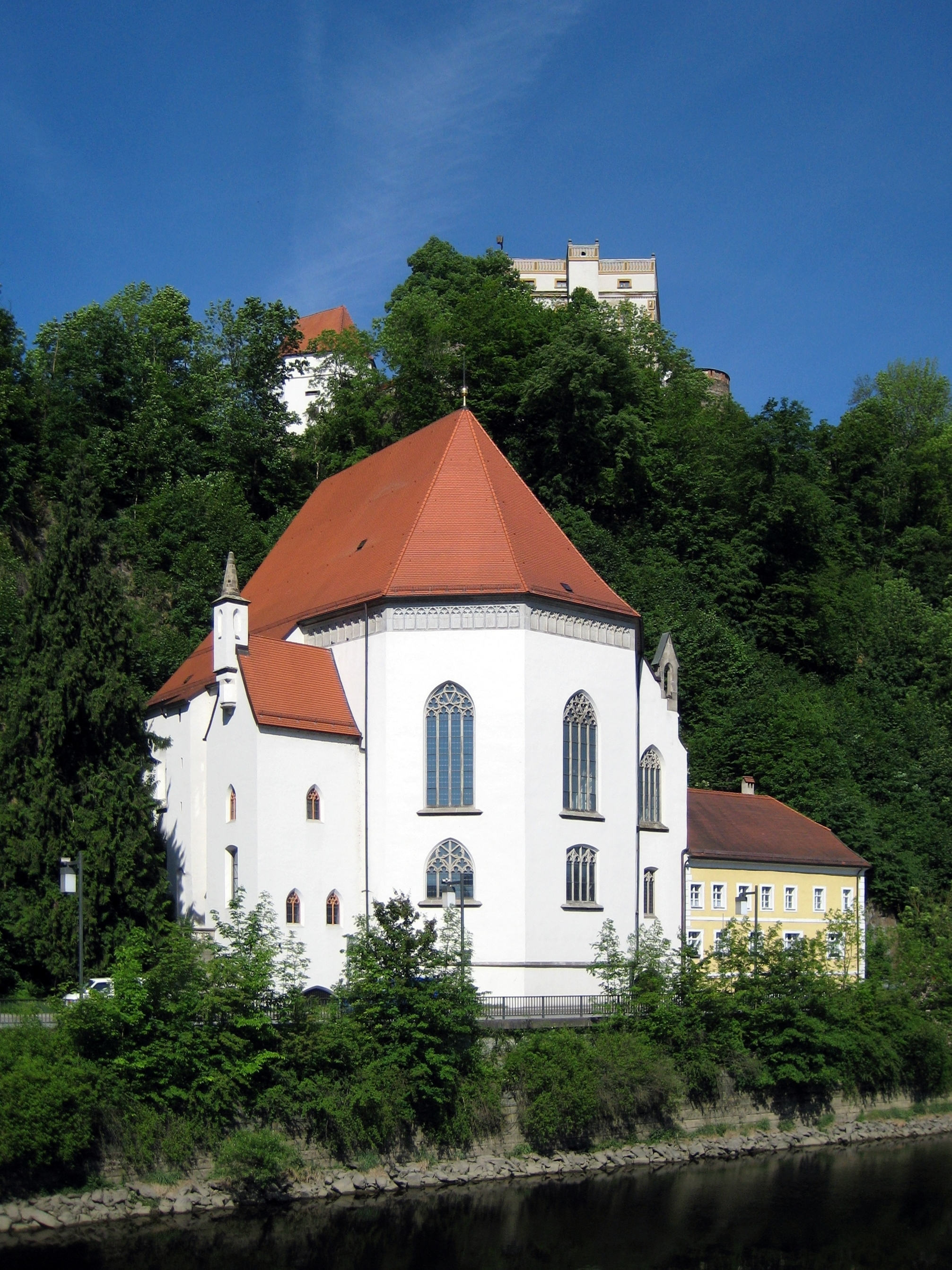
St. Salvator

#### Pfarrverband: Innstadt
- Pfarrei St. Severin (Innstadt), mit Pfarrkirche St. Gertraud (Innstadt)
- Kloster Maria Hilf

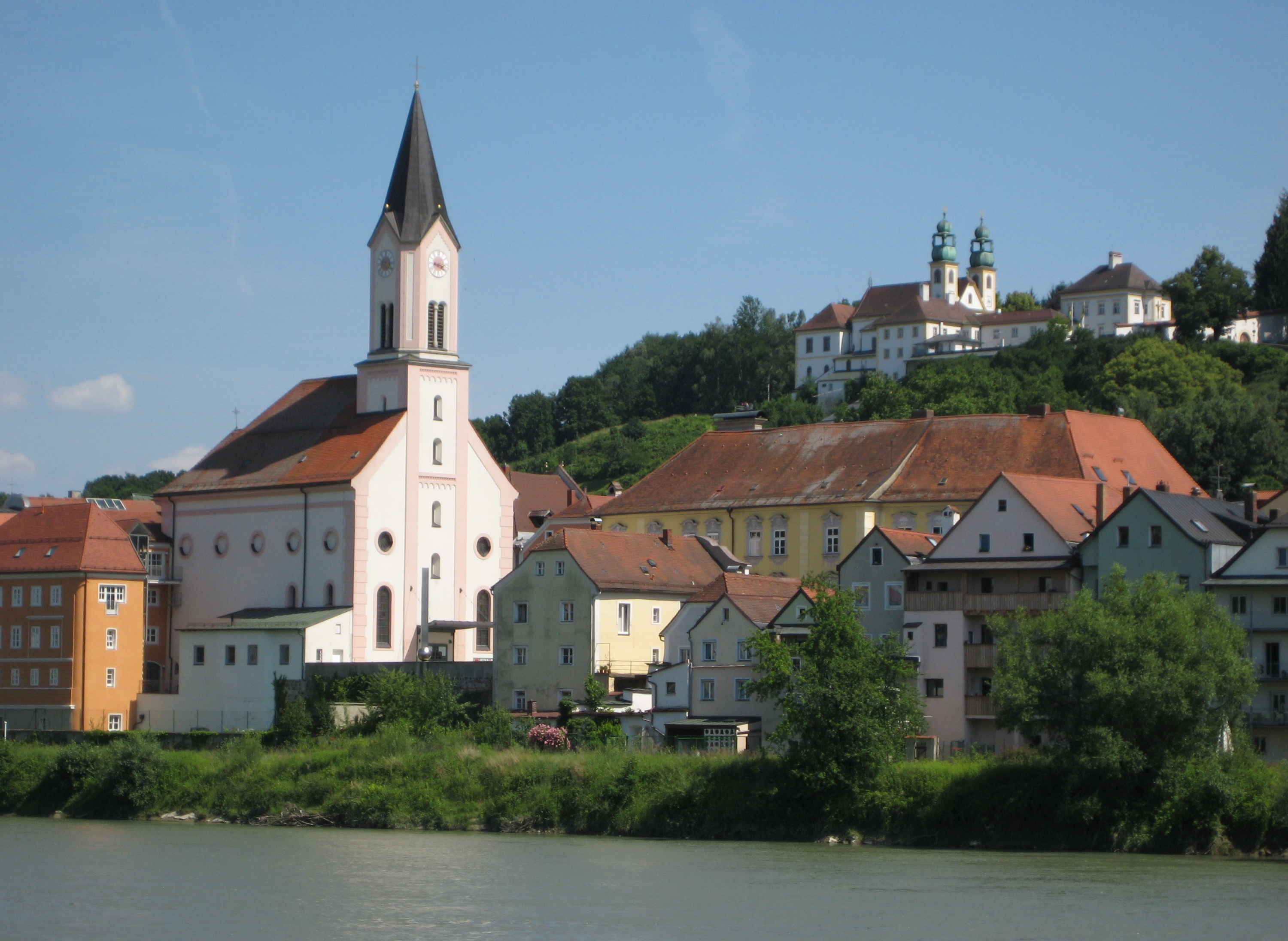
St. Gertraud (Maria Hilfberg)
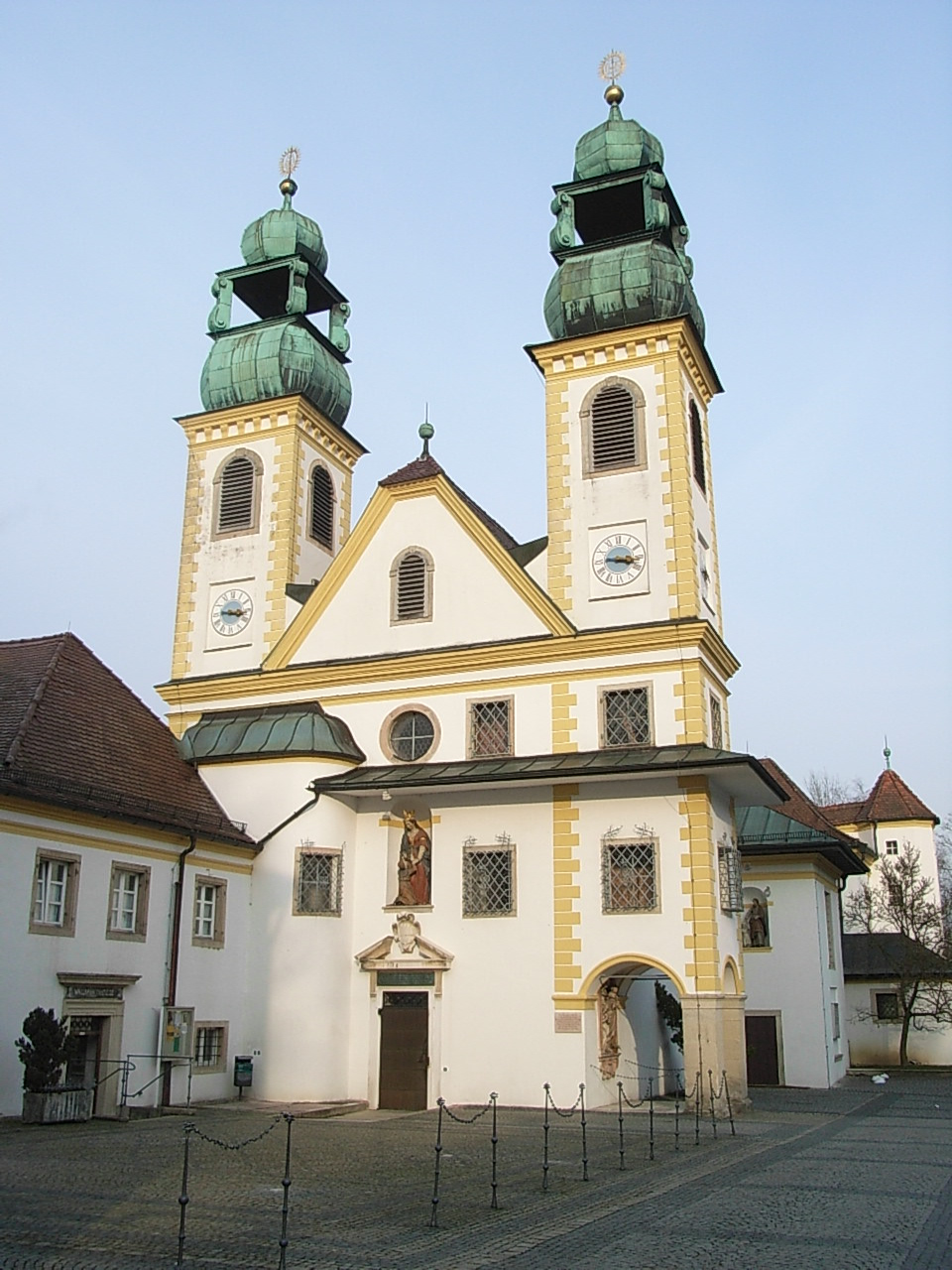
Maria Hilf
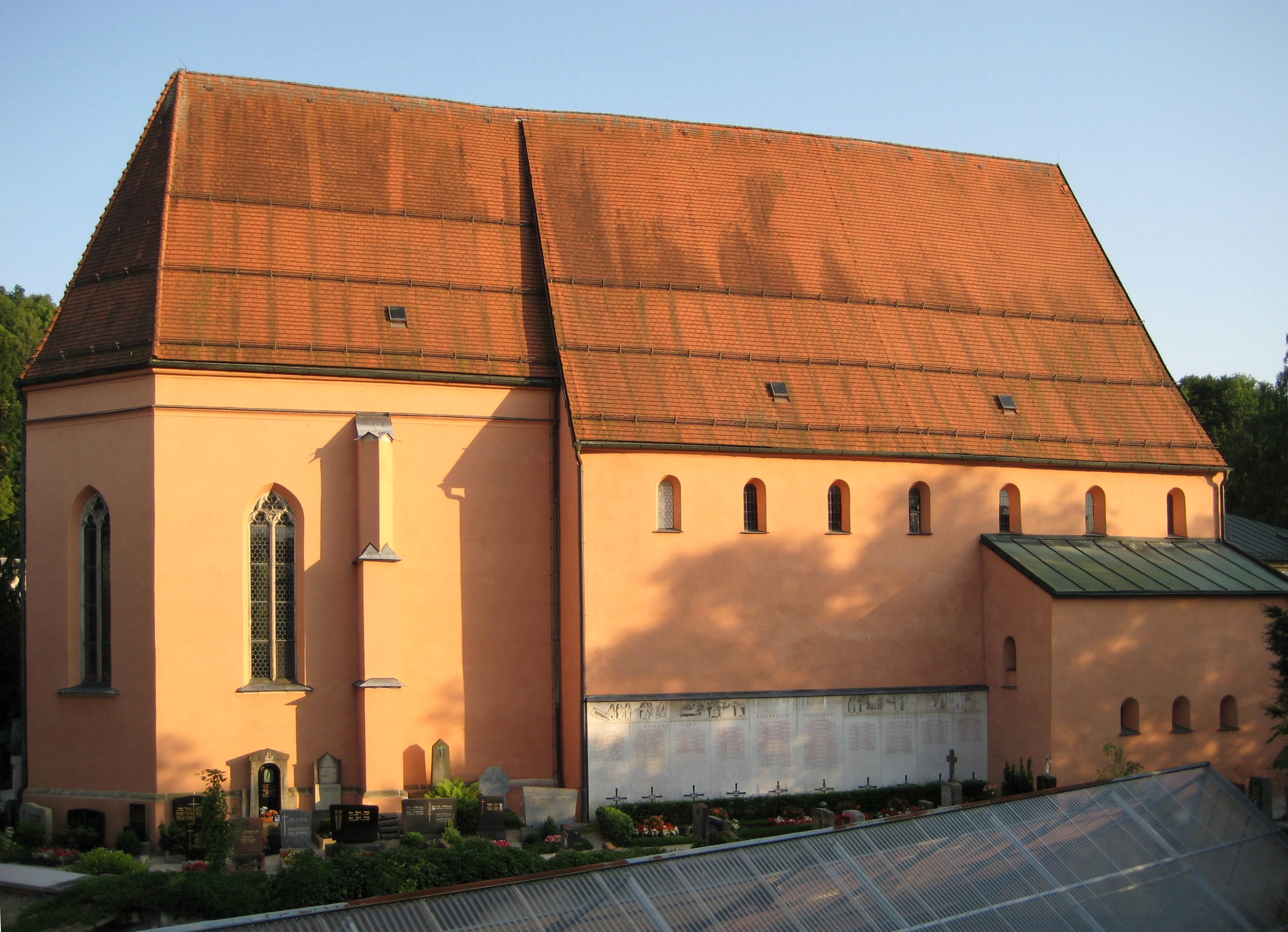
St. Severin

#### Pfarrverband: Neustift – Auerbach
- Pfarrei St. Josef (Auerbach (Passau))
- Pfarrei Auferstehung Christi (Neustift (Passau))

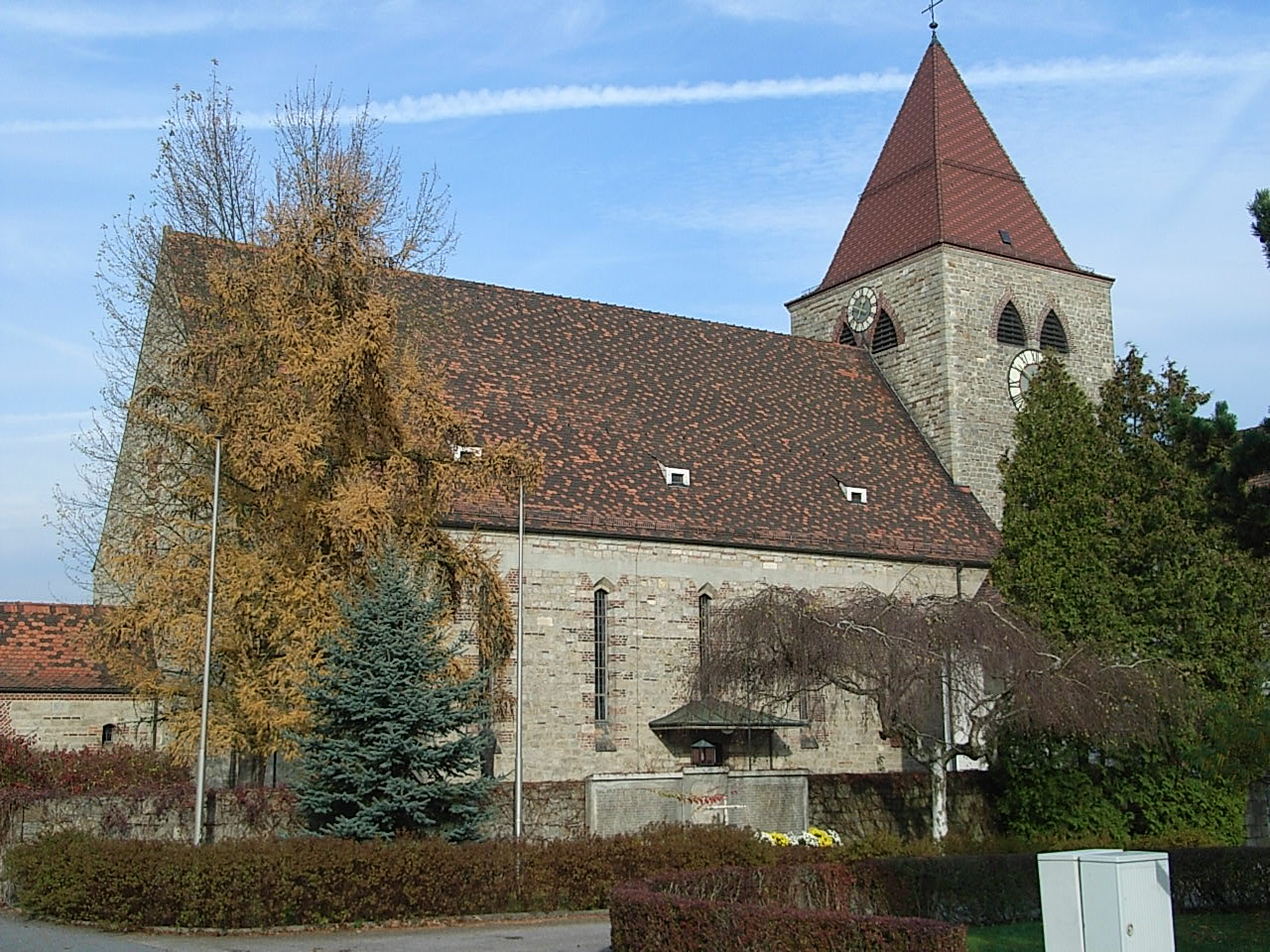
St. Josef
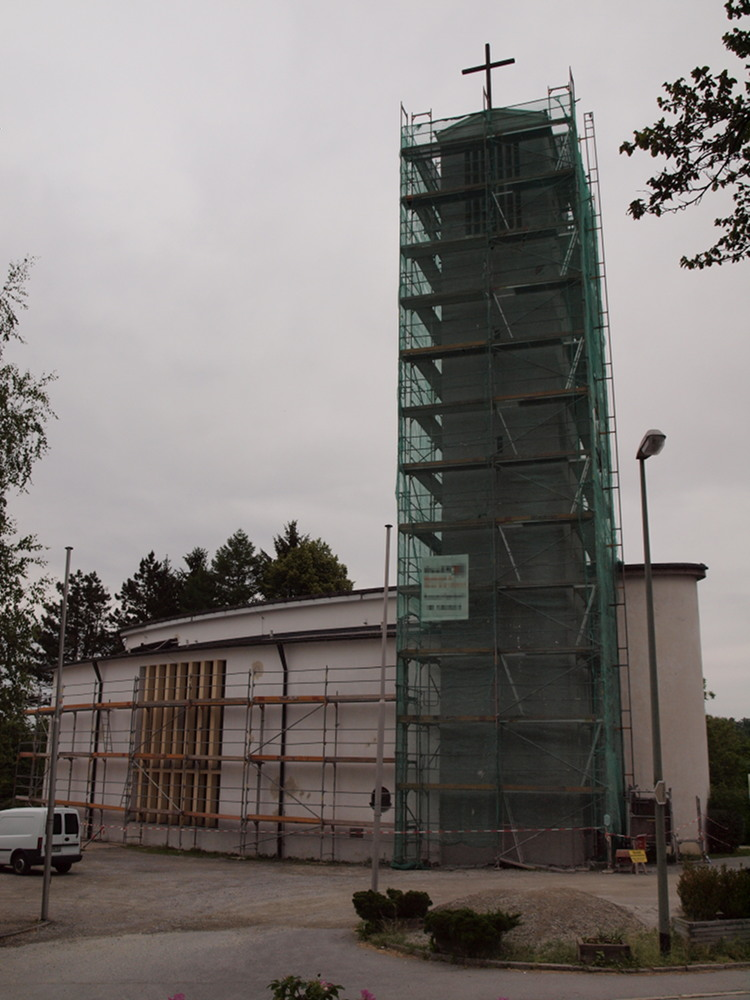
Auferstehung Christi

#### Pfarrverband: St. Anton
- Pfarrei St. Anton (Passau)
- Pfarrei St. Peter (Passau) (Haidenhof)

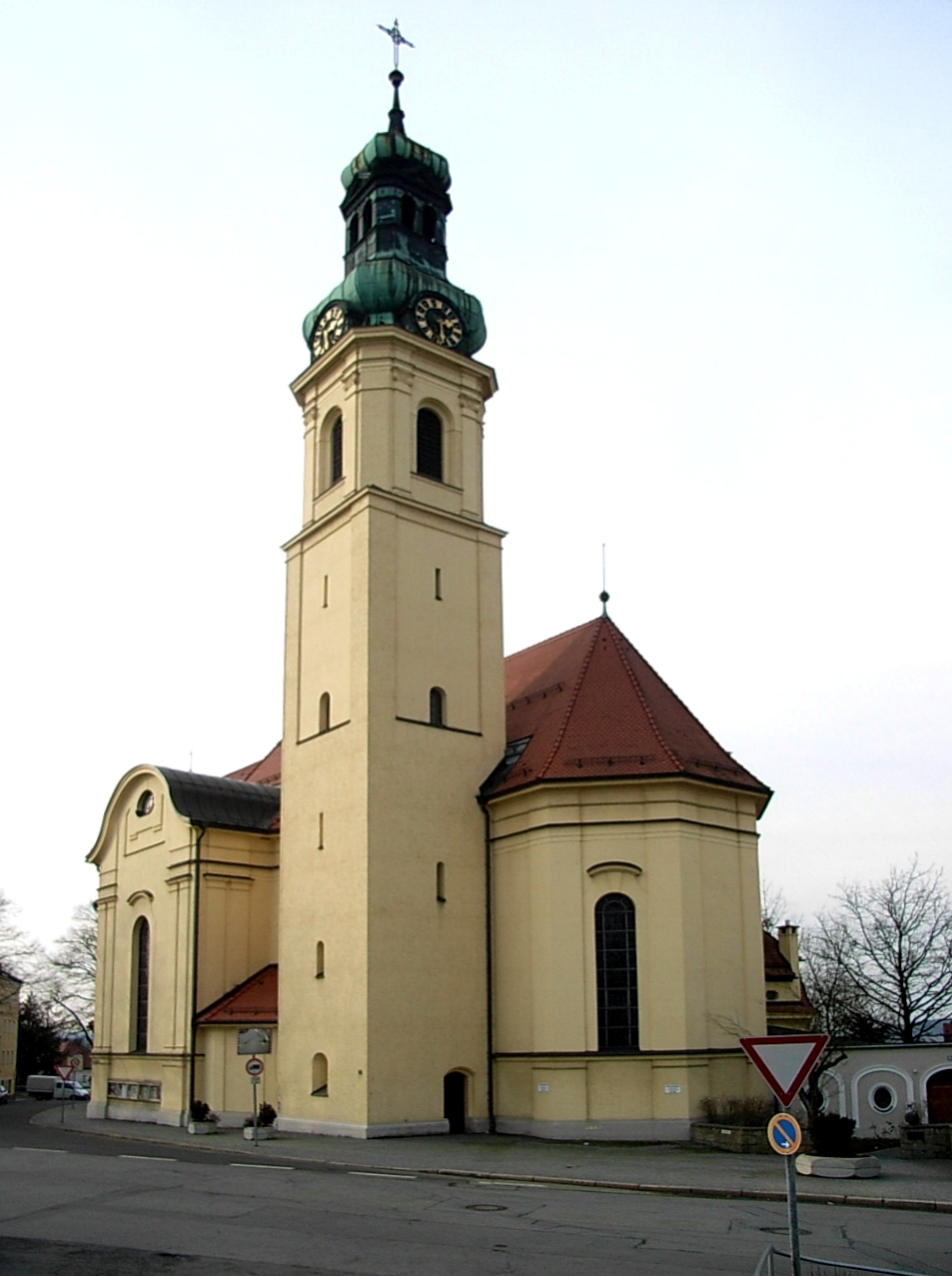
St. Anton
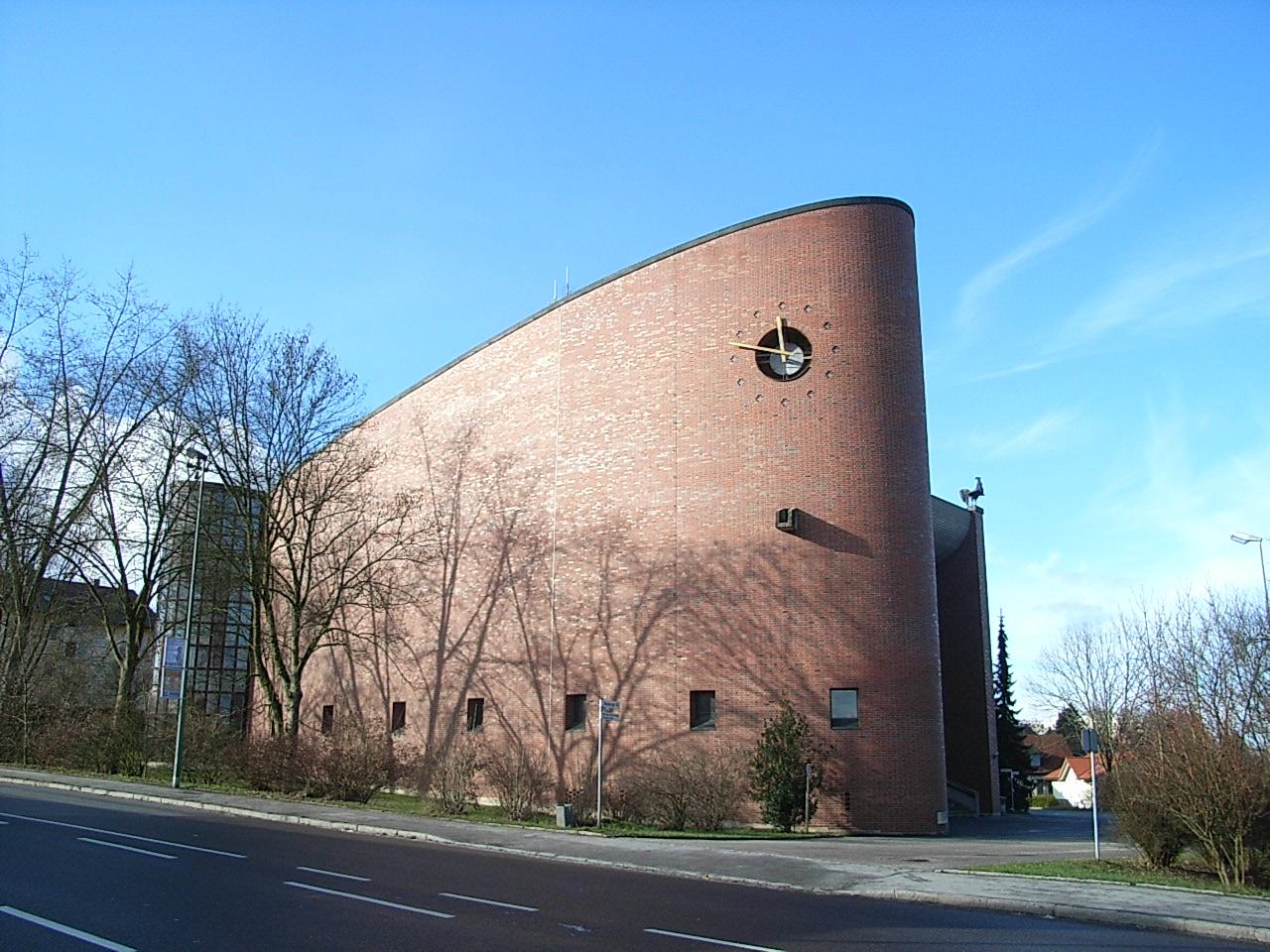
St. Peter